# Кудель

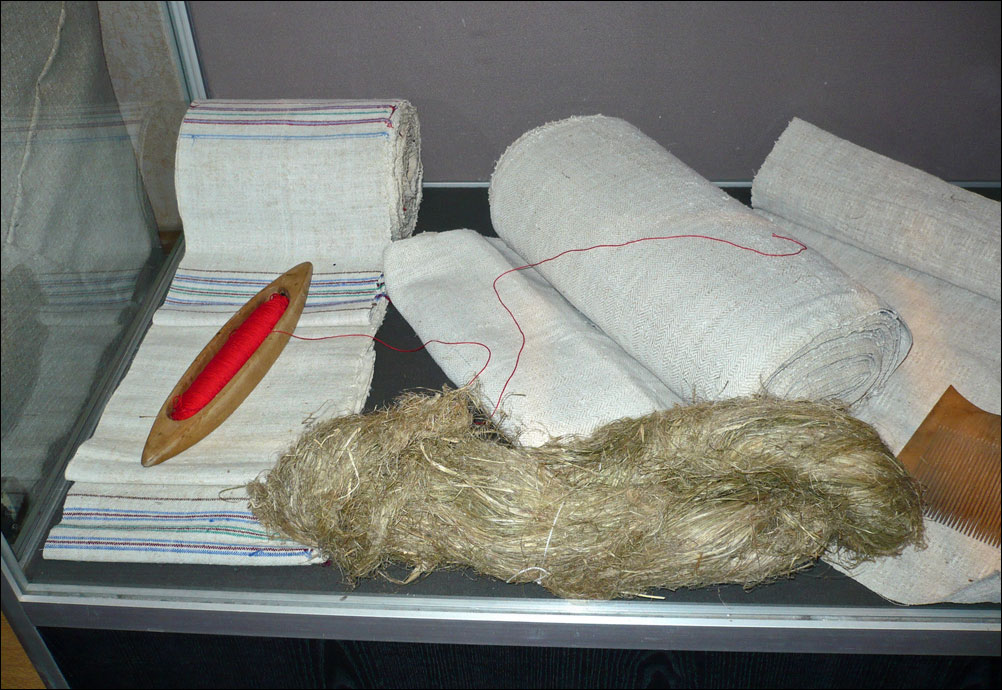
Кудель, ткацкий уток, домотканая материя

Куде́ль, куде́ля — очищенное от костры волокно льна, конопли или шерсть, приготовленные для прядения. 
Кудель получается после очистки волокнистых отходов (смеси перепутанных волокон и костры), которые образуются при переработке льняной и конопляной тресты на длинное волокно в трепальных машинах.
Очистка отходов (выделение костры) производится на куделеприготовительных машинах, оборудованных мялкой, трепальными барабанами и трясилкой.

## Применение
Кудель широко используется в текстильной промышленности, для получения (прядения) грубой толстой пряжи.
В зависимости от качества исходного продукта кудель подразделяется на первый, второй и третий сорта.

## Обрядовое значение
Кудель часто соотносится с волосами. У восточных славян из кудели на свадьбе делали «красоту» невесты, волокна льна вплетали в косы невесты при сооружении «бабьей» прически; использовали свои волосы для тканья смертного савана, а на могильный крест привязывали косу из кудели (бел.).
Кудель, как и лён, конопля вообще, называлась «волосами земли».

## В топонимии

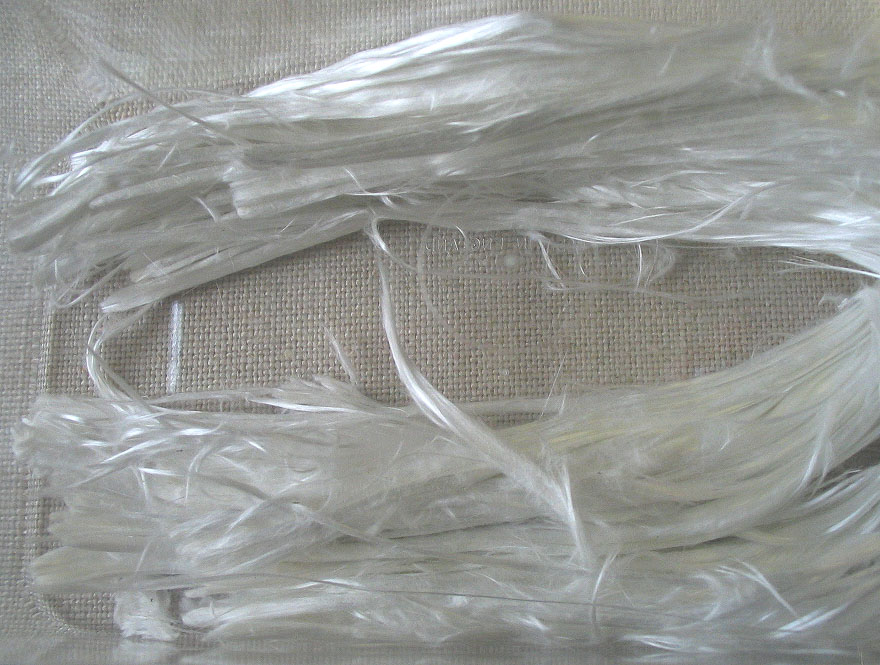
Очищенные волокна асбеста (горного льна, горной кудели)

Ранее горной куделью (куделькой), каменной куделью называли асбест, откуда и произошли названия Куделька у некоторых населённых пунктов, где добывался асбест.